# Balkanski pakt
Balkanski pakt je bio vojno-politički savez koji je imao za cilj zadržati status quo na Balkanu nakon Prvog svjetskog rata. 
Ugovor je potpisan 9. veljače 1934. a zemlje članice su bile Kraljevina Jugoslavija, Grčka, Rumunjska i Turska. 
Stranke potpisnice suglasile su se okončati svoje međusobne teritorijalne zahtjeve nastale nakon prvog svjetskog rata.
Ostale zemlje u regiji koje su odbile potpisati dokument bile su: Albanija, Bugarska, Italija, Mađarska i Sovjetski savez.
Balkanski pakt je bio oblikovan kako bi se međusobno jamčila sigurnost svojih granica samo u slucaju napada iz drugih balkanskih država.
Saveznici nisu bili dužni vojno pomoći u slučaju napada drugih sila, kao primjerice Italije.
Balkanski Pakt prestao postojati nakon invazije sila osovine na Kraljevinu Jugoslaviju 6. travnja 1941. 